# George Gregan
George Musarurwa Gregan (ur. 19 kwietnia 1973 w Lusace, Zambia) – australijski rugbysta występujący na pozycji łącznika młyna, zawodnik australijskiego zespołu Brumbies, reprezentant kraju.
Dla reprezentacji Australii od 1994 roku, kiedy zadebiutował w meczu z Włochami. Rozegrał 139 spotkań, co jest rekordem ilości wstępów w zespole narodowym i zdobył 99 punktów. W latach 2002–2007 był jej kapitanem.
Uczestnik czterech Pucharów Świata: w 1995, 1999 (złoto), 2003 (srebro) i 2007. Nominowany do nagrody dla zawodnika roku 2001 według IRB.
Jeden z najpopularniejszych australijskich rugbystów, który słynie m.in. ze świetnych akcji w obronie.